# エドゥアルト・フォン・トル

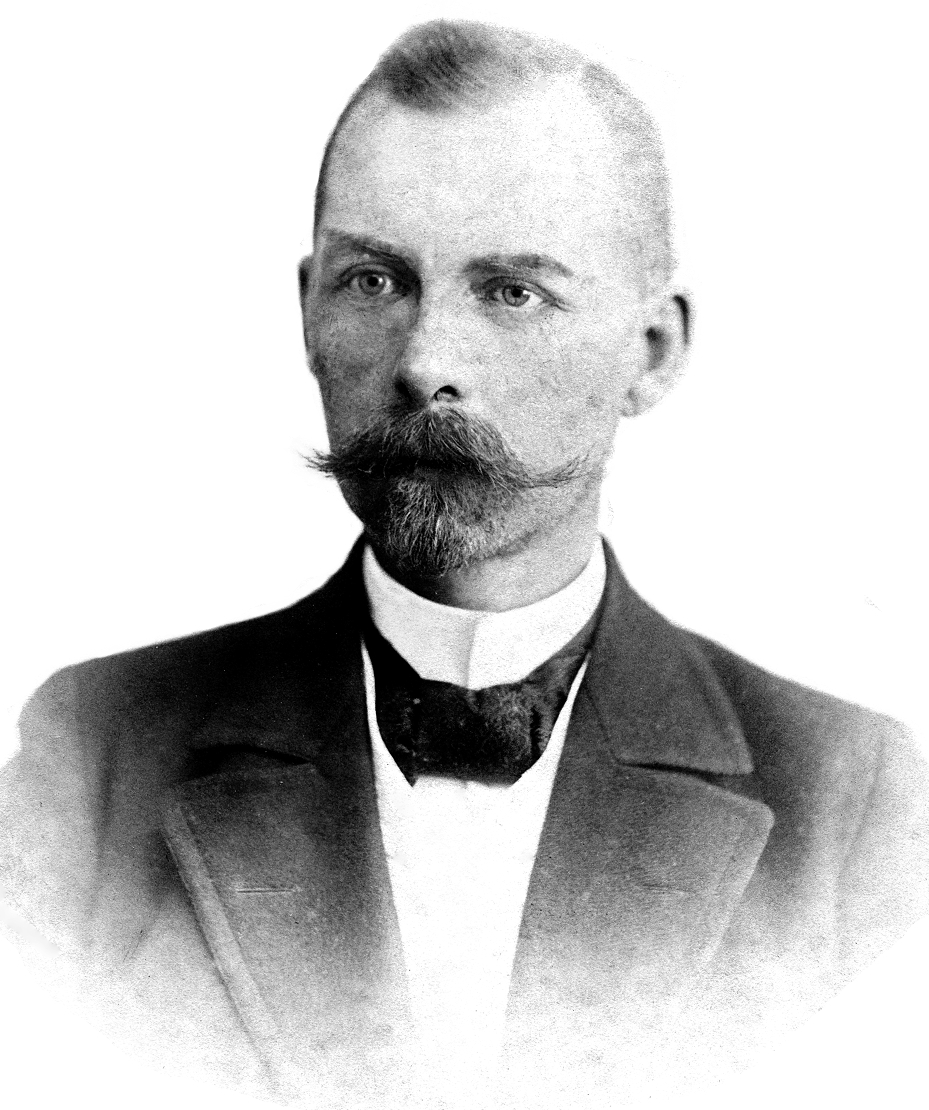
エドゥアルト・グスタフ・フォン・トル

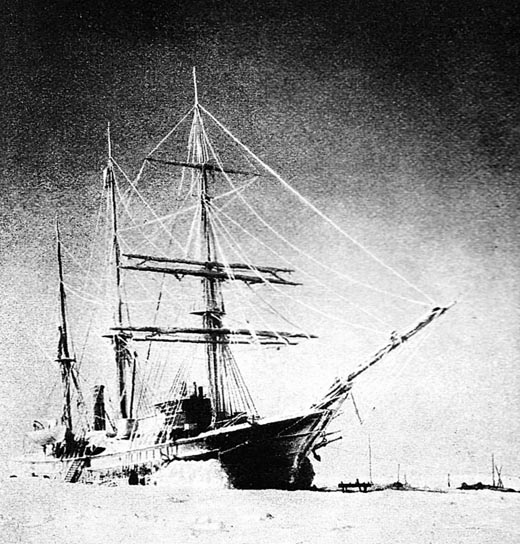
ザーリャ号

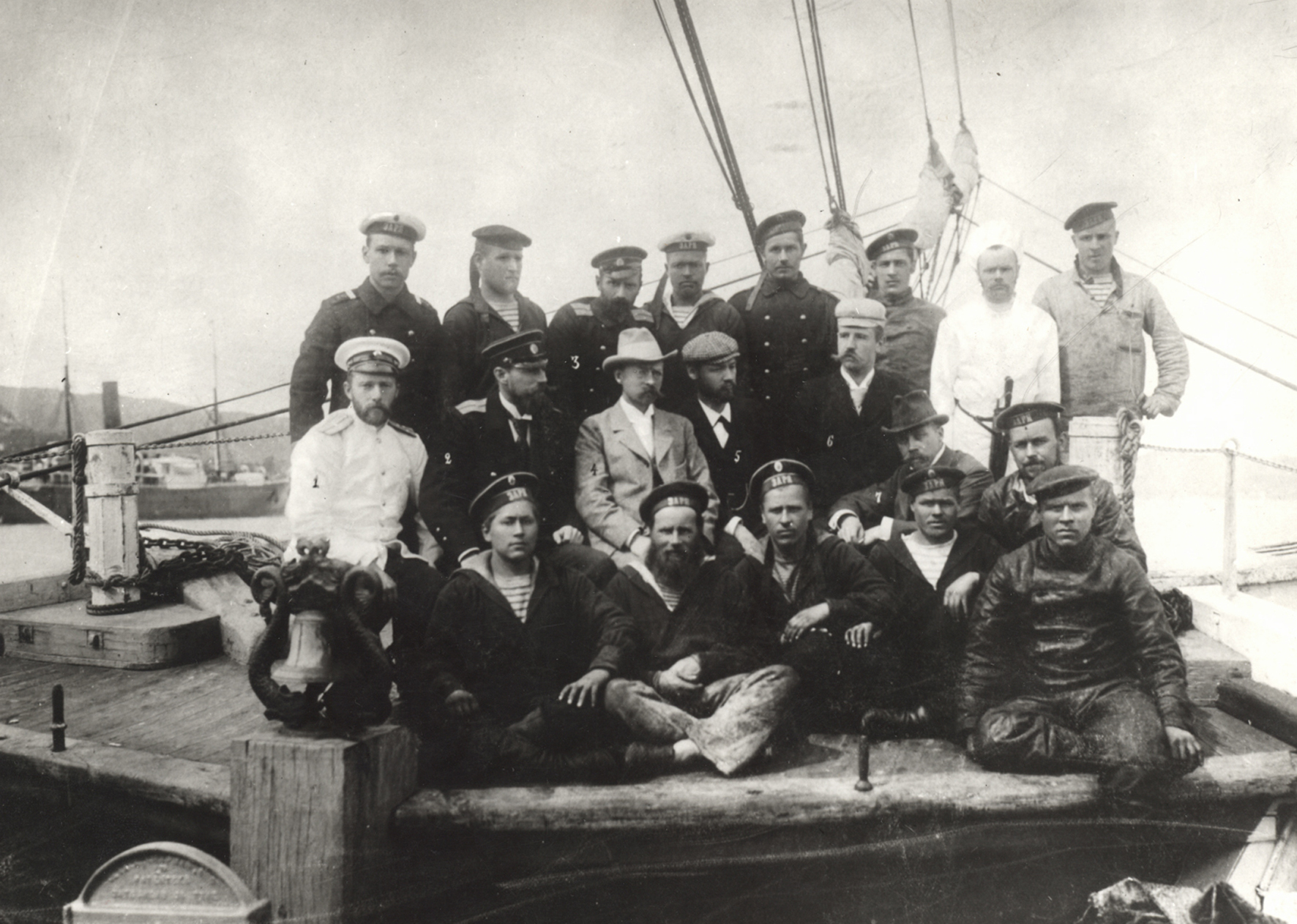
ザーリャ号の隊員

エドゥアルト・グスタフ・フォン・トル（Eduard Gustav von Toll、ロシア語表記;Эдуа́рд Васи́льевич Толль、1858年3月14日 - 1902年）は、バルト・ドイツ人の探検家である。

## 略歴
現在のエストニアのタリンの貴族の家に生まれた。10歳で父親が没した。1872年に家族はタルトゥ（ドルパット）に移った。1877年にタルトゥ大学に入学し、鉱物学を学ぶが2ヶ月で退校し、翌年、医学部に移った。1880年から動物学を学ぶことにした。最初の探検は、北アフリカの海岸を旅し、アルジェリアやバレアレス諸島の動植物や地質を研究し、タルトゥに戻り、1882年に動物学の学位を得た。
トルの活動は地質学者、探検家のフリードリッヒ・カール・シュミットやサンクトペテルブルク科学アカデミーの仕事で、イルクーツクで科学調査を行っていたアレクサンダー・フォン・ブンゲに注目され、ブンゲの探検に加わることになった。1885年からノヴォシビルスク諸島やヤナ川流域を調査し、多くの化石標本を収集した。この探検の間に、1810年頃、探検家のヤコフ・サンニコフとマトヴェイ・ゲデンシュトロムが目撃したというサンニコフ島（後に存在しないことが判明する）の話に強い興味を持つことになった。1893年からヤクート地域の地理学的探検を率い2年間にわたり、4,200 kmの水路を含む25,000 kmを踏破し、地図を作成し、この業績からサンクトペテルブルク科学アカデミーのニコライ・プルジェヴァリスキー銀メダル（N.M. Przhevalsky Large Silver Medal）を受賞した。
1900年からトルはサンクトペテルブルク科学アカデミーのザーリャ号による北極海探検を率いた（船長はアレクサンドル・コルチャーク）。目的のひとつはサンニコフ島を探索することであった。タイミル半島やコテリヌイ島近海で越冬するとともに、水路学、地理学、地質学的な調査を行った。より北方を目指したが船は厳しい氷海に阻まれて進めなかったが、1901年9月からベネット島での調査を行った。その後ベリコフスキー島を調査した後、1902年6月に、トルら4人の隊員はソリでベネット島に渡った。隊員の回収のための船はベネット島に近づけなかったので、打ち合わせにより船はティクシに戻り、11月にソリでベネット島を出発する予定だったトルらを待ったが、トルたちは行方不明となった。
翌1903年にコルチャーク率いる大規模な救援隊がベネット島で捜索を行ったが、生存者も死体も発見できなかった（Полярная экспедиция А. В. Колчакаを参照）。ただし、トルが残していた記録や標本が発見され、1902年7月21日にベネット島に上陸して測量などを行ったが、食料をうまく確保できず（コルチャークもこの原因を突き止められなかった）、燃料や狩猟用の銃弾が不足していたことから10月21日に南へ向けて出発する旨が記されていた。4人はこの後に死亡したとみられる（この時期は、食糧確保もおぼつかない極夜に近い状態だった）。コルチャークはトル隊の捜索と共にベネット島などの測量も行い、トル隊の遺留品を回収して翌1904年にヤクーツクに到着、電報でトル隊の顛末をサンクトペテルブルク科学アカデミーに報告した。トルの最後の日記は夫人に渡され、後に出版された。
没後、ノヴァヤゼムリャの山の名前などに、トルの業績を記念してトルの名前が付けられた。